# Frente de Liberación Temoust
El Frente para la Liberación de Temoust (FLT), o Frente de Liberación de Tamoust, fue un grupo armado tuareg en Níger
El Frente de Liberación Temoust (Temoust significa "identidad" en el idioma tuareg fue creado en junio de 1993 como una separación del Frente de Liberación del Aïr y del Azawak (FLAA). Su líder fue Mano Dayak.
El Frente de Liberación Templada se reunió en septiembre de 1993 con otros grupos armados tuareg, incluido el FLAA, dentro de la Coordinación de la Resistencia Armada. 
Después de la muerte de Dayak en diciembre de 1995, Mohamed Akotey asumió el liderazgo del Frente.
Tras los tratados adicionales de Argel en 1997, se disolvió. 
Su ex portavoz, Aoutchiki Kriska, fue nombrado a finales de 1997 asesor especial del presidente Ibrahim Baré Maïnassara para asuntos tuareg. 